# Ricardo Puppo
Ricardo Puppo (6 de junio de 1957) es un deportista argentino que compitió en taekwondo. Ganó una medalla de bronce en los Juegos Panamericanos de 1991 en la categoría de +83 kg.

## Palmarés internacional
| Juegos Panamericanos | Juegos Panamericanos | Juegos Panamericanos | Juegos Panamericanos |
| Año                  | Lugar                | Medalla              | Categoría            |
| -------------------- | -------------------- | -------------------- | -------------------- |
| 1991                 | La Habana (Cuba)     | Medalla de bronce    | +83 kg               |